# Северное Подолье (национальный парк)
Национальный природный парк «Северное Подолье» (укр. «Північне Поділля») — национальный парк расположенный в восточной части Львовской области. Парк охватывает территорию Золочевского района.
Данная территория физико-географических районов Гологор и Вороняк, что вместе с Расточьем и Кременецкими горами (Тернопольская область) формируют северный край Подольской возвышенности. На этой территории сформировались уникальные ячейки растительных видов, а также буковые насаждения, растущие на северо-восточной границе ареала и представляющие особую ценность в общеевропейском масштабе. Здесь берёт начало р. Западный Буг, что имеет межгосударственное значение. На территории парка распространены более 200 видов растений разного статуса охраны.
Природный парк создан 11 декабря 2009 года согласно Указу Президента Украины Виктора Ющенко с целью сохранения ценных природных и историко-культурных комплексов и объектов Северного Подолья. К территории национального природного парка «Северное Подолье» согласовано в установленном порядке включение 15587,92 га земель государственной собственности, в том числе 5434,4 гектара земель, которые предоставляются (в том числе с изъятием у землепользователей) национальному природному парку в постоянное пользование, и 10153,52 гектара земель, которые включаются в его территорию без изъятия.

## Природоохранные территории и памятники природы на территории парка
- Жулицька гора, гора Сторожиха, гора Высокая
- Пидлиская гора или гора Маркияна Шашкевича
- Святая Гора
- Голубые Окна
- Лысая Гора (урочище)
- Гора Вапнярка
- Лес под Трудовачем
- Лес в окрестностях Верхобужа